# Gliese 667 Cf
Gliese 667 Cf je exoplaneta v souhvězdí Štíra. Je to superzemě a obíhá v obyvatelné zóně červeného trpaslíka Gliese 667 C. Planeta je od Země vzdálená 22 světelných let. Archivováno 23. 4. 2019 na Wayback Machine. Ačkoli Gliese 667 Cf přijímá méně než 60 % viditelného hvězdného světla vzhledem k Zemi, dostává více infračerveného záření než Země, neboť je hvězdou červeného trpaslíka. Existence exoplanety byla potvrzena v listopadu 2013.

## Obyvatelnost
Orbitální vzdálenost exoplanety  0,156 AU je blízko středu předpokládané obyvatelné zóny hvězdy, a tak by mohla mít na svém povrchu tekutou vodu za předpokladu příznivých planetárních charakteristik, jako je dostatečné pokrytí odrazivými mraky a atmosférické složení podobné Zemi.